# Artoria minima
Artoria minima är en spindelart som först beskrevs av Lucien Berland 1938.  Artoria minima ingår i släktet Artoria och familjen vargspindlar. Inga underarter finns listade i Catalogue of Life.